# Каменский округ
Каменский округ — административно-территориальная единица Сибирского края, существовавшая в 1925—1930 годах.

## История
Каменский округ был образован постановлением ВЦИК 9 декабря 1925 года из Каменского и части Каргатского и Черепановского уездов Новониколаевской губернии. Центром округа был назначен город Камень (ныне Камень-на-Оби).

## Состав
Округ был разделён на 13 районов:
- Баевский район. Центр — село Баево
- Битковский район. Центр — село Битково (Битки)
- Завьяловский район. Центр — село Завьялово
- Каменский район. Центр — город Камень-на-Оби
- Кипринский район. Центр — село Киприно
- Кочковский район. Центр — село Кочки
- Крутихинский район. Центр — село Крутиха
- Куликовский район. Центр — село Куликово
- Панкрушихинский район. Центр — село Панкрушиха
- Петропавловский район. Центр — село Петропавловск
- Спиринский район. Центр — село Спирино
- Сузунский район. Центр — село Сузун-завод
- Тюменцевский район. Центр — село Тюменцево

4 июля 1927 центр Куликовского района перенесён в село Шарчино.
11 октября 1927 Битковский район передан в Новосибирский округ.
30 июля 1930 Каменский округ, как и большинство остальных округов СССР, был упразднён. Его районы отошли в прямое подчинение Западно-Сибирского края.
Население округа в 1926 году составляло 445,8 тыс. человек. Из них: русские — 81,0 %; украинцы — 15,9 %; мордва — 1,4 %.